# Dūdān
Dūdān (persiska: دودان) är en ort i Iran.   Den ligger i provinsen Kermanshah, i den nordvästra delen av landet, 500 km väster om huvudstaden Teheran. Dūdān ligger 930 meter över havet och antalet invånare är 564.
Terrängen runt Dūdān är huvudsakligen bergig, men åt nordost är den kuperad. Dūdān ligger nere i en dal. Runt Dūdān är det ganska glesbefolkat, med 34 invånare per kvadratkilometer. Närmaste större samhälle är Pāveh, 15,2 km öster om Dūdān. Omgivningarna runt Dūdān är i huvudsak ett öppet busklandskap.